# Heterochelus pentheri
Heterochelus pentheri är en skalbaggsart som beskrevs av Kulzer 1960. Heterochelus pentheri ingår i släktet Heterochelus och familjen Melolonthidae. Inga underarter finns listade i Catalogue of Life.